# X31
X31 ist die Abkürzung für ein Datenformat, das im Bauwesen für den Austausch von Aufmaß- und Mengenermittlung im Datenaustauschformat GAEB-DA-XML genutzt wird. Der GAEB-Datenaustausch definiert generell einen einheitlichen Standard für den Austausch von Bauinformationen und definiert somit alle Anforderungen an elektronische Prozesse zur Ausschreibung, Vergabe und Abrechnung bei der Durchführung von Baumaßnahmen (siehe GAEB).
Die X31-Datei steht in GAEB DA XML 3.2 und GAEB DA XML 3.3 zur Verfügung. Es gibt eine GAEB-Zertifizierung im Bereich Mengenermittlung für X31-Dateien (siehe BVBS).
Das Dateiformat X31 überträgt die erfassten Aufmaße/Mengermittlungsansätze über die XML-Struktur des GAEB-DA-XML-Datenformats mit eingebetteten Ansätzen der REB 23.003 (Ausgabe 1979 sowie Ausgabe 2009).
REB ist die Abkürzung für Regelungen für die Elektronische Bauabrechnung (siehe REB).
Die REB sind Verfahren des derzeitigen Bundesministerium für Digitales und Verkehr (BMDV) vormals das Bundesministeriums für Verkehr und digitale Infrastruktur (BMVI).
Im Unterschied zum veralteten Austauschverfahren der DA11-Datei (siehe DA11) werden in dieser Austauschdefinition Aufmaße/Mengenermittlungen für Leistungsverzeichnisse mit bis zu 14-stelligen Ordnungszahlen ausgetauscht (die Definition der DA11-Datei sieht nur eine maximale 9-stellige Ordnungszahl vor).

Beispiel: Darstellung der Ansätze in einer DA11-Datei mit kurzer Ordnungszahl:
```
00        23.0032009Bonner Wasserwerk (MWM-Muster)                     1122PPPPI
1101010010  *Aufmaß mit Herrn Müller-Lüdenscheid                     0001B0
1101010010  *erstellt mit MWM-Libero                                 0001B3
1101010010  *#Bild Bonner Wasserwerk.jpg                             0001B7
1101010010   40 % BE         910,4=                                  0001C0
1101020010   Achse 1 B       05    12330  18550   4650   5120        0001D0
1101020010   Achse 2 B   200005     6450   7340   4550   4760        0001E0
1101020020  *Berechnen der mittleren Grabentiefe als                 0001E5
1101020020  *Hilfswert                                               0001E7
1101020020                   91(4,55 + 4,65 + 4,48 + 4,52 + 4,51 +   0001E8
1101020020                   914,49 + 4,41 + 4,48 + 4,62 + 4,60 +    0001E9
1101020020  Hmittlere        914,53 + 4,51) / 12=                    0001F0
1101020020   Graben A        05     2120   2560 0001F0  23500        0001G0
1101020020   Graben B        05     2050   2700 0001F0  45300        0001H0
1101020030  *#Bild musterzeichnung.jpg                               0001H5
1101020030  *Berechnung von Teil 1                                   0001I0
1101020030   Teil 1          04    19000   6500                      0001J0
1101020030  ZTeil 1          04    35000  46000                      0001K0
1101020030  *Berechnung von Teil 2                                   0001M0
1101020030   Teil 2          04    19000   7500                      0001N0
1101020030  ZTeil 2          04    36000  36000                      0001P0
1101020040  *Übernahme der Zwischensumme aus der                     0002B0
1101020040  *Position 1.2.1 - Teil 1                                 0002C0
1101020040                   910001K0=                               0002D0
1101020050  *Übernahme der Zwischensumme aus der                     0003B0
1101020050  *Position 1.2.1 - Teil 2                                 0003N5
1101020050                   910001P0=                               0003T7
1101020050  *Berechnet mit Formel 01 - Dreieck mit Grunds./Höhe      0004A5
1101020050                   01    12330   4560                      0004B0
1101020050  *Berechnet mit Formel 02 - Dreieck mit 2 Seiten          0004C0
1101020050                   02    12340  17340  48500               0004D0
1101020050  *Berechnet mit Formel 03 - Dreieck mit 3 Seiten          0004E0
1101020050                   03    12500   6450   9450               0004F0
1101020050  *Berechnet mit Formel 04 - Rechteck / Quader             0004G0
1101020050                   04     3250   1250                      0004H0
1101020050  *Berechnet mit Formel 05 - Trapez                        0004I0
1101020050                   05     2330   2850   1250               0004J0
1101020050  *Rechenansatz mit Formel 00                              0004K0
1101020050                   00    22700+ 24300- 31400+ 29900+ 24700+0004L0
1101020050                   00    36200+ 25100- 38600=              0004M0

```

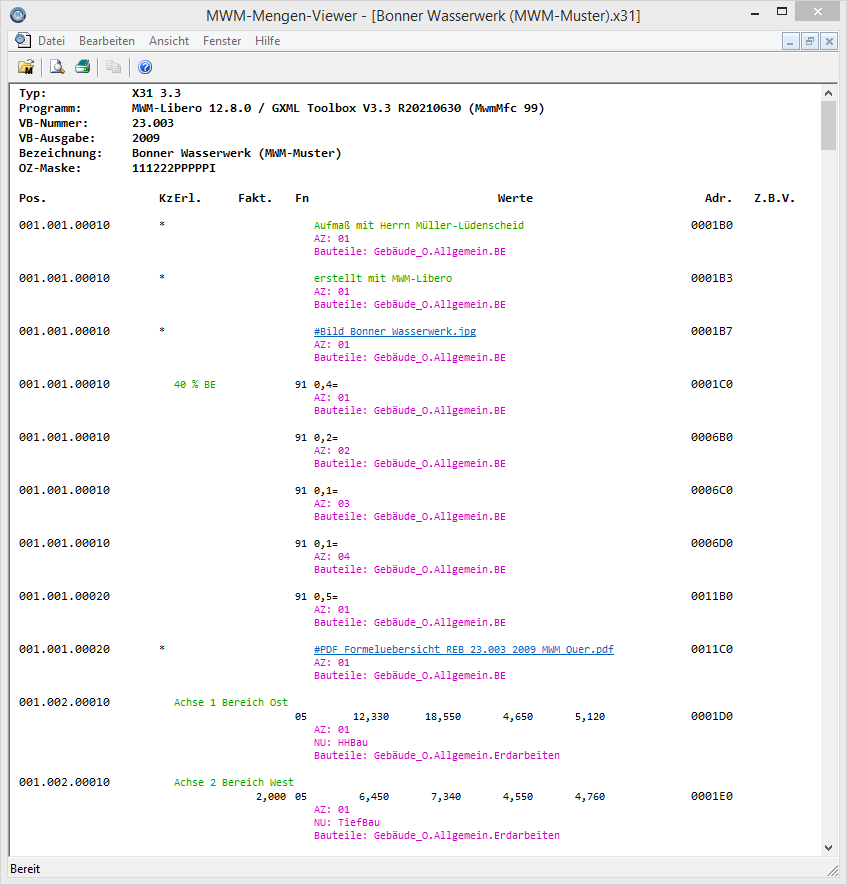
Screenshot kostenloser MWM-Mengen-Viewer

Die Ordnungszahl, sprich Positionsnummer, setzt sich aus dem oben angegebenen OZ-Schema 1122PPPPI zusammen, ohne die in der Zeile stehende 11 als Datenzeilenbezeichnung. Hier z. B. für die erste Datenzeile 11 die Position 01.01.0010. mit optionaler Indexstufe I.
Somit stehen insgesamt maximal 9 Stellen für die Positionsnummer zur Verfügung.
Beispiel: Darstellung der Ansätze in einer X31-Datei mit langer Ordnungszahl:
```
<?xml version="1.0" encoding="UTF-8"?>

<!-- GXML Toolbox V3.3 R20210630; http://www.gaeb-toolbox.de/ -->

<GAEB
 
xmlns=
"http://www.gaeb.de/GAEB_DA_XML/DA31/3.3"
 
xmlns:BVBS=
"BVBS"
 
xmlns:MWM=
"MWM"
>

 
<GAEBInfo>

  
<Version>
3.3
</Version>

  
<VersDate>
2021-05
</VersDate>

  
<Date>
2022-10-31
</Date>

  
<Time>
14:59:33
</Time>

  
<ProgSystem>
MWM-Libero
 
12.8.0
 
/
 
GXML
 
Toolbox
 
V3.3
 
R20210630
</ProgSystem>

  
<ProgName>
MwmMfc
 
99
</ProgName>

 
</GAEBInfo>

 
<QtyDeterm>

  
<PrjInfo>

   
<RefPrjName>
Bonner
 
Wasserwerk
 
(MWM-Muster)
</RefPrjName>

  
</PrjInfo>

  
<QtyDetermInfo>

   
<MethodDescription>
REB23003-2009
</MethodDescription>

   
<ProjDescr>
Bonner
 
Wasserwerk
 
(MWM-Muster)
</ProjDescr>

   
<Creator>

    
<Name1>
k.A.
</Name1>

    
<Street>
k.A.
</Street>

    
<PCode>
k.A.
</PCode>

    
<City>
k.A.
</City>

   
</Creator>

   
<Profiler>

    
<Name1>
k.A.
</Name1>

    
<Street>
k.A.
</Street>

    
<PCode>
k.A.
</PCode>

    
<City>
k.A.
</City>

   
</Profiler>

  
</QtyDetermInfo>

  
<DP>
31
</DP>

  
<BoQ
 
ID=
"ID0AD82908"
>

   
<RefBoQName>
Bonner
 
Wasserwerk
</RefBoQName>

   
<BoQBkdn>

    
<Type>
BoQLevel
</Type>

    
<Length>
3
</Length>

    
<Num>
Yes
</Num>

   
</BoQBkdn>

   
<BoQBkdn>

    
<Type>
BoQLevel
</Type>

    
<Length>
3
</Length>

    
<Num>
Yes
</Num>

   
</BoQBkdn>

   
<BoQBkdn>

    
<Type>
Item
</Type>

    
<Length>
5
</Length>

    
<Num>
Yes
</Num>

   
</BoQBkdn>

   
<BoQBkdn>

    
<Type>
Index
</Type>

    
<Length>
1
</Length>

    
<Num>
No
</Num>

    
<Alignment>
left
</Alignment>

   
</BoQBkdn>

   
<BoQBody>

    
<BoQCtgy
 
ID=
"ID0ADF0508"
 
RNoPart=
"001"
>

     
<BoQBody>

      
<BoQCtgy
 
ID=
"ID0ADF05C8"
 
RNoPart=
"001"
>

       
<BoQBody>

        
<Itemlist>

         
<Item
 
ID=
"ID0ADEFA28"
 
RNoPart=
"00010"
>

          
<QtyDeterm>

           
<QDetermItem>

            
<QTakeoff
 
Row=
"            *Aufmaß mit Herrn Müller-Lüdenscheid                     0001B0     "
/>

           
</QDetermItem>

           
<QDetermItem>

            
<QTakeoff
 
Row=
"            *erstellt mit MWM-Libero                                 0001B3     "
/>

           
</QDetermItem>

           
<QDetermItem>

            
<QTakeoff
 
Row=
"            *#Bild Bonner Wasserwerk.jpg                             0001B7     "
/>

           
</QDetermItem>

           
<QDetermItem>

            
<QTakeoff
 
Row=
"             40 % BE         910,4=                                  0001C0     "
/>

            
<BVBS:Explanation>
40
 
%
 
BE
</BVBS:Explanation>

           
</QDetermItem>

           
<QDetermItem>

            
<QTakeoff
 
Row=
"                             910,2=                                  0006B0     "
/>

           
</QDetermItem>

           
<QDetermItem>

            
<QTakeoff
 
Row=
"                             910,1=                                  0006C0     "
/>

           
</QDetermItem>

           
<QDetermItem>

            
<QTakeoff
 
Row=
"                             910,1=                                  0006D0     "
/>

           
</QDetermItem>

          
</QtyDeterm>

          
<MWM:OZ>
001.001.00010
</MWM:OZ>

         
</Item>

         
<Item
 
ID=
"ID0AD951B8"
 
RNoPart=
"00020"
>

          
<QtyDeterm>

           
<QDetermItem>

            
<QTakeoff
 
Row=
"                             910,5=                                  0011B0     "
/>

           
</QDetermItem>

           
<QDetermItem>

            
<QTakeoff
 
Row=
"            *#PDF Formeluebersicht REB 23.003 2009 MWM Quer.pdf      0011C0     "
/>

           
</QDetermItem>

          
</QtyDeterm>

          
<MWM:OZ>
001.001.00020
</MWM:OZ>

         
</Item>

        
</Itemlist>

       
</BoQBody>

       
<MWM:OZ>
001.001
</MWM:OZ>

      
</BoQCtgy>

      
<BoQCtgy
 
ID=
"ID0AD94A98"
 
RNoPart=
"002"
>

       
<BoQBody>

        
<Itemlist>

         
<Item
 
ID=
"ID0AD94198"
 
RNoPart=
"00010"
>

          
<QtyDeterm>

           
<QDetermItem>

            
<QTakeoff
 
Row=
"             Achse 1 B       05    12330  18550   4650   5120        0001D0     "
/>

            
<BVBS:Explanation>
Achse
 
1
 
B
</BVBS:Explanation>

           
</QDetermItem>

           
<QDetermItem>

            
<QTakeoff
 
Row=
"             Achse 2 B   200005     6450   7340   4550   4760        0001E0     "
/>

            
<BVBS:Explanation>
Achse
 
2
 
B
</BVBS:Explanation>

           
</QDetermItem>

          
</QtyDeterm>

          
<MWM:OZ>
001.002.00010
</MWM:OZ>

         
</Item>

         
<Item
 
ID=
"ID0AD94BB8"
 
RNoPart=
"00020"
>

          
<QtyDeterm>

           
<QDetermItem>

            
<QTakeoff
 
Row=
"            *Berechnen der mittleren Grabentiefe als                 0001E5     "
/>

           
</QDetermItem>

           
<QDetermItem>

            
<QTakeoff
 
Row=
"            *Hilfswert                                               0001E7     "
/>

           
</QDetermItem>

           
<QDetermItem>

            
<QTakeoff
 
Row=
"                             91(4,55 + 4,65 + 4,48 + 4,52 + 4,51 +   0001E8     "
/>

           
</QDetermItem>

           
<QDetermItem>

            
<QTakeoff
 
Row=
"                             914,49 + 4,41 + 4,48 + 4,62 + 4,60 +    0001E9     "
/>

           
</QDetermItem>

           
<QDetermItem>

            
<QTakeoff
 
Row=
"            Hmittlere        914,53 + 4,51) / 12=                    0001F0     "
/>

            
<BVBS:Explanation>
mittlere
</BVBS:Explanation>

           
</QDetermItem>

           
<QDetermItem>

            
<QTakeoff
 
Row=
"             Graben A        05     2120   2560 0001F0  23500        0001G0     "
/>

            
<BVBS:Explanation>
Graben
 
A
</BVBS:Explanation>

           
</QDetermItem>

           
<QDetermItem>

            
<QTakeoff
 
Row=
"             Graben B        05     2050   2700 0001F0  45300        0001H0     "
/>

            
<BVBS:Explanation>
Graben
 
B
</BVBS:Explanation>

           
</QDetermItem>

           
<QDetermItem>

            
<QTakeoff
 
Row=
"            *Berechnet mit Formel 22                                 0005B0     "
/>

           
</QDetermItem>

           
<QDetermItem>

            
<QTakeoff
 
Row=
"            *Massenermittlung aus Querprofilen                       0005C0     "
/>

           
</QDetermItem>

           
<QDetermItem>

            
<QTakeoff
 
Row=
"            *Ermittlung der Fläche an Station 1                      0005D8     "
/>

           
</QDetermItem>

           
<QDetermItem>

            
<QTakeoff
 
Row=
"             Station 1       22            0000 106200  36200 106200 0005F6     "
/>

            
<BVBS:Explanation>
Station
 
1
</BVBS:Explanation>

           
</QDetermItem>

           
<QDetermItem>

            
<QTakeoff
 
Row=
"                             22           31900 101900  30900 101900 0005F7     "
/>

           
</QDetermItem>

           
<QDetermItem>

            
<QTakeoff
 
Row=
"                             22           27400  98400   8800  98400 0005F8     "
/>

           
</QDetermItem>

           
<QDetermItem>

            
<QTakeoff
 
Row=
"                             22            5300 101900   4300 101900 0005F9     "
/>

           
</QDetermItem>

           
<QDetermItem>

            
<QTakeoff
 
Row=
"            H                22            0000 106200=              0005G0     "
/>

           
</QDetermItem>

           
<QDetermItem>

            
<QTakeoff
 
Row=
"            *Ermittlung der Fläche an Station 2                      0005G5     "
/>

           
</QDetermItem>

           
<QDetermItem>

            
<QTakeoff
 
Row=
"             Station 2       22            0000 107300  36200 107300 0005H0     "
/>

            
<BVBS:Explanation>
Station
 
2
</BVBS:Explanation>

           
</QDetermItem>

           
<QDetermItem>

            
<QTakeoff
 
Row=
"                             22           31900 101400  30900 101400 0005I0     "
/>

           
</QDetermItem>

           
<QDetermItem>

            
<QTakeoff
 
Row=
"                             22           27400  98400   8800  98400 0005J0     "
/>

           
</QDetermItem>

           
<QDetermItem>

            
<QTakeoff
 
Row=
"                             22            5300 101400   4300 101400 0005K0     "
/>

           
</QDetermItem>

           
<QDetermItem>

            
<QTakeoff
 
Row=
"            H                22            0000 107300=              0005L0     "
/>

           
</QDetermItem>

           
<QDetermItem>

            
<QTakeoff
 
Row=
"            *Ermittlung der Masse zwischen den Stationen             0005M0     "
/>

           
</QDetermItem>

           
<QDetermItem>

            
<QTakeoff
 
Row=
"                             23    12000 0005G0                      0005M9     "
/>

           
</QDetermItem>

           
<QDetermItem>

            
<QTakeoff
 
Row=
"                             23    37000 0005L0=                     0005N0     "
/>

           
</QDetermItem>

          
</QtyDeterm>

          
<MWM:OZ>
001.002.00020
</MWM:OZ>

         
</Item>

         
<Item
 
ID=
"ID0536F388"
 
RNoPart=
"00030"
>

          
<QtyDeterm>

           
<QDetermItem>

            
<QTakeoff
 
Row=
"            *#Bild musterzeichnung.jpg                               0001H5     "
/>

           
</QDetermItem>

           
<QDetermItem>

            
<QTakeoff
 
Row=
"            *Berechnung von Teil 1                                   0001I0     "
/>

           
</QDetermItem>

           
<QDetermItem>

            
<QTakeoff
 
Row=
"             Teil 1          04    19000   6500                      0001J0     "
/>

            
<BVBS:Explanation>
Teil
 
1
</BVBS:Explanation>

           
</QDetermItem>

           
<QDetermItem>

            
<QTakeoff
 
Row=
"            ZTeil 1          04    35000  46000                      0001K0     "
/>

            
<BVBS:Explanation>
Teil
 
1
</BVBS:Explanation>

           
</QDetermItem>

           
<QDetermItem>

            
<QTakeoff
 
Row=
"            *Berechnung von Teil 2                                   0001M0     "
/>

           
</QDetermItem>

           
<QDetermItem>

            
<QTakeoff
 
Row=
"             Teil 2          04    19000   7500                      0001N0     "
/>

            
<BVBS:Explanation>
Teil
 
2
</BVBS:Explanation>

           
</QDetermItem>

           
<QDetermItem>

            
<QTakeoff
 
Row=
"            ZTeil 2          04    36000  36000                      0001P0     "
/>

            
<BVBS:Explanation>
Teil
 
2
</BVBS:Explanation>

           
</QDetermItem>

          
</QtyDeterm>

          
<MWM:OZ>
001.002.00030
</MWM:OZ>

         
</Item>

         
<Item
 
ID=
"ID0536C808"
 
RNoPart=
"00040"
>

          
<QtyDeterm>

           
<QDetermItem>

            
<QTakeoff
 
Row=
"            *Übernahme der Zwischensumme aus der                     0002B0     "
/>

           
</QDetermItem>

           
<QDetermItem>

            
<QTakeoff
 
Row=
"            *Position 1.2.1 - Teil 1                                 0002C0     "
/>

           
</QDetermItem>

           
<QDetermItem>

            
<QTakeoff
 
Row=
"                             910001K0=                               0002D0     "
/>

           
</QDetermItem>

          
</QtyDeterm>

          
<MWM:OZ>
001.002.00040
</MWM:OZ>

         
</Item>

         
<Item
 
ID=
"ID0536C628"
 
RNoPart=
"00050"
>

          
<QtyDeterm>

           
<QDetermItem>

            
<QTakeoff
 
Row=
"            *Übernahme der Zwischensumme aus der                     0003B0     "
/>

           
</QDetermItem>

           
<QDetermItem>

            
<QTakeoff
 
Row=
"            *Position 1.2.1 - Teil 2                                 0003N5     "
/>

           
</QDetermItem>

           
<QDetermItem>

            
<QTakeoff
 
Row=
"                             910001P0=                               0003T7     "
/>

           
</QDetermItem>

           
<QDetermItem>

            
<QTakeoff
 
Row=
"            *Berechnet mit Formel 01 - Dreieck mit Grunds./Höhe      0004A5     "
/>

           
</QDetermItem>

           
<QDetermItem>

            
<QTakeoff
 
Row=
"                             01    12330   4560                      0004B0     "
/>

           
</QDetermItem>

           
<QDetermItem>

            
<QTakeoff
 
Row=
"            *Berechnet mit Formel 02 - Dreieck mit 2 Seiten          0004C0     "
/>

           
</QDetermItem>

           
<QDetermItem>

            
<QTakeoff
 
Row=
"                             02    12340  17340  48500               0004D0     "
/>

           
</QDetermItem>

           
<QDetermItem>

            
<QTakeoff
 
Row=
"            *Berechnet mit Formel 03 - Dreieck mit 3 Seiten          0004E0     "
/>

           
</QDetermItem>

           
<QDetermItem>

            
<QTakeoff
 
Row=
"                             03    12500   6450   9450               0004F0     "
/>

           
</QDetermItem>

           
<QDetermItem>

            
<QTakeoff
 
Row=
"            *Berechnet mit Formel 04 - Rechteck / Quader             0004G0     "
/>

           
</QDetermItem>

           
<QDetermItem>

            
<QTakeoff
 
Row=
"                             04     3250   1250                      0004H0     "
/>

           
</QDetermItem>

           
<QDetermItem>

            
<QTakeoff
 
Row=
"            *Berechnet mit Formel 05 - Trapez                        0004I0     "
/>

           
</QDetermItem>

           
<QDetermItem>

            
<QTakeoff
 
Row=
"                             05     2330   2850   1250               0004J0     "
/>

           
</QDetermItem>

           
<QDetermItem>

            
<QTakeoff
 
Row=
"            *Rechenansatz mit Formel 00                              0004K0     "
/>

           
</QDetermItem>

           
<QDetermItem>

            
<QTakeoff
 
Row=
"                             00    22700+ 24300- 31400+ 29900+ 24700+0004L0     "
/>

           
</QDetermItem>

           
<QDetermItem>

            
<QTakeoff
 
Row=
"                             00    36200+ 25100- 38600=              0004M0     "
/>

           
</QDetermItem>

          
</QtyDeterm>

          
<MWM:OZ>
001.002.00050
</MWM:OZ>

         
</Item>

```

Die Ordnungszahl, sprich Positionsnummer, setzt sich aus dem oben aufgebauten OZ-Schema im Bereich <BoQBkdn> zusammen, mit zwei 'BoQLevel' als Gruppenstufe mit jeweils einer Länge von 3 Stellen, einem 'Item' als Positionssufe mit einer Länge von 5 Stellen und einem 'Index' mit maximal 1 Stelle. Dies ergibt nun das OZ-Schema 111222PPPPPI. Hier z. B. die erste Position 001.001.00010.
Der Aufbau ist variabel mit maximal 5 Gruppenstufen, einer Positionsstufe und einer Indexstufe mit insgesamt maximal 14 Stellen.
Zudem gibt es die Möglichkeit weitere abrechnungsrelevante Informationen, wie z. B. AZ, Orte, Kostenstellen oder beliebige weitere Kriterien einem jeden einzelnen Mengenansatz anzuheften und dies über die X31-Datei mit auszutauschen. Die Kriterien werden hierbei entweder in einem speziellen Namensraum des BVBS oder über die Kataloginformationen des GAEB-Datenaustausches mit übertragen.
Beispiel: Darstellung von Kriterien / Kataloginformationen im kostenlosen MWM-Mengen-Viewer.